# Oakington
Oakington är en by i civil parish Oakington and Westwick, i distriktet South Cambridgeshire, i grevskapet Cambridgeshire i England. Byn är belägen 6 km från Cambridge. Oakington var en civil parish fram till 1985 när blev den en del av Oakington and Westwick och Longstanton. Civil parish hade 698 invånare år 1961. Byn nämndes i Domedagsboken (Domesday Book) år 1086, och kallades då Hochinton(e).